# Song Chaoqing
Song Chaoqing (cinese 宋 朝卿; Baishan, 23 marzo 1991) è un'ex biatleta cinese.

## Biografia

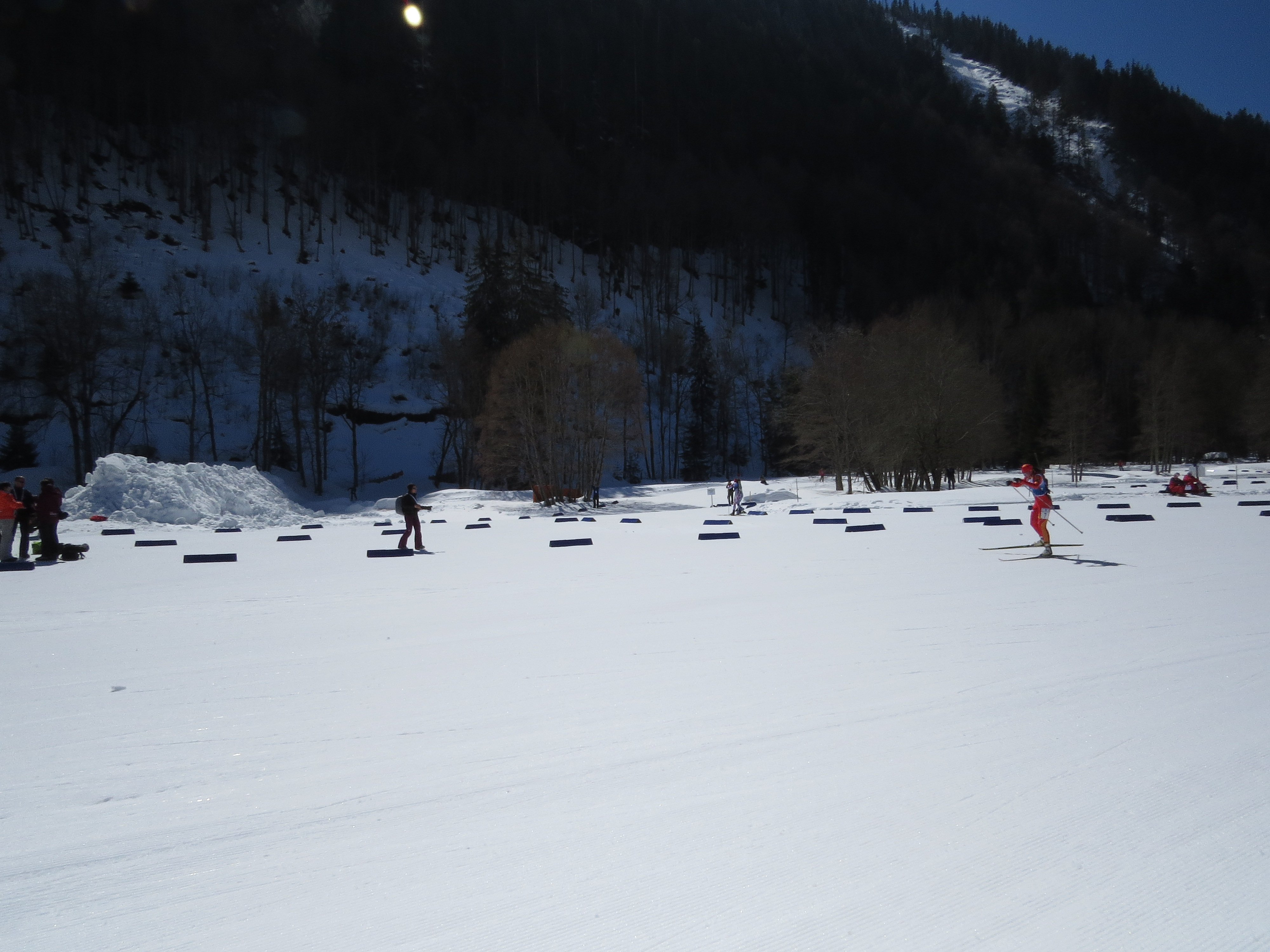
Song Chaoqing in gara ad Annecy Le Grand-Bornand nel 2013

Song Chaoqing, attiva dalla stagione 2007-2008, in Coppa del Mondo ha esordito il 4 dicembre 2008 a Östersund in individuale (56ª) e ha ottenuto l'unico podio il 14 gennaio 2009 a Ruhpolding in staffetta (3ª); ai successivi Mondiali di Pyeongchang 2009, suo esordio iridato, si è classificata 37ª nella sprint, 44ª nell'inseguimento e 7ª nella staffetta. Ai XXI Giochi olimpici invernali di Vancouver 2010, suo esordio olimpico, si è piazzata 52ª nell'individuale, 31ª nella sprint, 42ª nell'inseguimento e 8ª nella staffetta; ai Mondiali di Ruhpolding 2012 è stata 77ª nell'individuale, 80ª nella sprint, 25ª nella staffetta e 26ª nella staffetta mista e a quelli di Nové Město na Moravě 2013 78ª nella sprint e 16ª nella staffetta. Ai XXII Giochi olimpici invernali di Soči 2014, sua ultima presenza olimpica, si è classificata 62ª nella sprint e 14ª nella staffetta; ha preso per l'ultima volta il via in Coppa del Mondo il 13 dicembre 2014 a Hochfilzen in staffetta (21ª) e ai successivi Mondiali di Kontiolahti 2015, suo congedo agonistico, si è piazzata 57ª nella sprint, 46ª nell'inseguimento e 17ª nella staffetta.

## Palmarès

### Coppa del Mondo
- Miglior piazzamento in classifica generale: 34ª nel 2010
- 1 podio (a squadre):
  - 1 terzo posto